# الهيئة الملكية لمدينة الرياض
الهيئة الملكية لمدينة الرياض (سابقًا: هيئة تطوير مدينة الرياض) هي مؤسسة مسؤولة عن تطوير مدينة الرياض في النواحي الاقتصادية، والاجتماعية، والثقافية، والعمرانية، والبيئية، وترسم السياسات وتضع الإجراءات الرامية إلى رفع مستوى الخدمات، والمرافق ذات الصلة بحياة المواطن، وفرص معيشته الرغدة. ويرأس مجلسها محمد بن سلمان بن عبد العزيز آل سعود ولي العهد السعودي.

## التاريخ
أنشئت هيئة تطوير مدينة الرياض التي كان اسمها الأول الهيئة العليا لتطوير مدينة الرياض، بموجب قرار مجلس الوزراء السعودي رقم 717 الصادر في تاريخ 28/5/1394هـ، وتحددت قواعد عملها ولوائحها التنفيذية، التي أكدت على الدور التنموي والتخطيطي للهيئة، بموجب قرار وزير الداخلية رقم 212/4 الصادر في تاريخ 20/1/1395هـ، وقد ضمنت هذه القواعد درجة عالية من المرونة في الإدارة والتمويل في التعامل، ونطاقا واسعا من السلطات والوظائف، وفي 2/9/1403هـ، أكد مجلس الوزراء بقرار رقم 221 استقلالية الهيئة، وأنها هي السلطة المختصة بالتخطيط في المدينة، وأنشأ مركز المشاريع والتخطيط بالهيئة، لتمكينها من ممارسة سلطاتها، وأداء مهامها، ونص القرار على استمرار المركز في تولي مسؤولية المشاريع التطويرية المتكاملة بالمدينة، بالإضافة إلى القيام بأعمال التخطيط والدراسات، وقد أصدر مجلس الوزراء سلسلة من القرارات، الهادفة إلى تمكين الهيئة من أداء مسؤولياتها المتنامية، ففي 11/2/1402 هـ صدر قرار مجلس الوزراء رقم 37، والذي أضاف إلى مسؤوليات الهيئة مهمة التنسيق والإشراف والتنفيذ بالنسبة لمشاريع التجهيزات الأساسية في مدينة الرياض، فيصل بن بندر بن عبدالعزيز آل سعود رئيس الهيئة العليا لتطوير مدينة الرياض، معالي المهندس إبراهيم بن محمد السلطان أمين عام الهيئة العليا لتطوير مدينة الرياض، وفي 30 أغسطس 2019، صدر أمر ملكي بتغيير اسم هيئة تطوير مدينة الرياض، إلى الهيئة الملكية لمدينة الرياض، ويكون لها مجلس إدارة برئاسة نائب رئيس مجلس الوزراء.

## أهداف الهيئة
تهدف الهيئة إلى التطوير الشامل لمدينة الرياض في المجالات: العمرانية، والاقتصادية، والاجتماعية، والثقافية، وإدارة البيئة وحمايتها، وتوفير احتياجات المدينة من المرافق العامة والخدمات، وإيجاد سلطة تتولى مسؤولية التطوير الشامل للمدينة، بأبعاده الحديثة في إدارة وتطوير المدن الكبرى، بحيث يوفّر لجميع الجهات العاملة في المدينة أرضية مشتركة، تنطلق منها جميع أعمال هذه الجهات في المدينة، بما يضمن زيادة فاعلية هذه الأعمال في تحقيق احتياجات المدينة، والتنسيق بينها، وسد الثغرات، ومعالجة السلبيات، والقضايا الحرجة التي تتشعب أسبابها، ولا يستوعب نُطاق مسؤولية جهة بعينها متطلباتَ علاجها، لتحقيق هذا الهدف كونت الهيئة سلطة مشتركة عليا من جميع القطاعات الحكومية العاملة في المدينة، والقطاع الخاص، والأهالي، لتكون بمثابة القيادة الموحدة لأعمال التطوير لهذه الجهات في المدينة.

## المهام والاختصاصات
مارست الهيئة سلطتها عبر عدد من محاور العمل الرامية إلى تحقيق هدفها في التطوير الشامل، وتتضمن مهام الهيئة واختصاصاتها:
- التخطيط الحضري الاستراتيجي.
- تنفيذ البرامج التطويرية ذات الأهمية الخاصة.
- الإدارة الحضرية والتشغيل.
- التنسيق والمتابعة للبرامج التطويرية التي يندرج تنفيذها ضمن مسؤولية جهة حكومية أو أكثر.
- إجراء الدراسات الأساسية عن المدينة.
- تأسيس نظام المعلومات الحضرية لمدينة الرياض وإدارته.
- تنفيذ المشاريع الإنشائية لجهات مختلفة في المدينة.

## برامج ومشاريع الهيئة
مشروع الملك عبد العزيز للنقل العام (القطارات - الحافلات)
يهدف مشروع قطار الرياض لإنشاء شبكة موازية للنقل بالحافلات وذلك بحسب الخطة الشاملة للنقل العام التي وضعتها هيئة تطوير مدينة الرياض، حيث يوفر خدمة النقل العام لكل فئات السكان، ويعمل المشروع على تنويع أنماط وسبل التنقل في المدينة بطريقة فعّالة، مما يحد من استخدام المركبة الخاصة بشكل مفرط.
برنامج تطوير الدرعية التاريخية
تنفذ هيئة تطوير مدينة الرياض بالتعاون مع الهيئة العامة للسياحة والتراث الوطني، وذلك لتطوير منطقة الدرعية التاريخية من الناحية العمرانية والثقافية، والاقتصادية، والاجتماعية، بما يتماشى مع ما يتطلبه التطوير البيئي لوادي حنيفة، لتصبح بذلك الدرعية من الضواحي السياحية والثقافية العالمية.
برنامج تطوير طريق الملك عبد الله
مشروع تهيئة وتطوير طريق الملك عبدالله قُسم إلى أربع مراحل رئيسية تشمل المرحلة الأولى الجزء الأوسط من شرق طريق الملك عبدالعزيز حتى غرب طريق الأمير تركي بن عبدالعزيز الأول، وتنفذ هذه المرحلة شركة سعودي أوجيه وقد أفُتتح، بينما تشمل المرحلة الثانية من المشروع على المنطقة من شرق طريق الملك عبدالعزيز حتى شرق شارع خالد بن الوليد وتنفذها شركة المباني مقاولون عامون وهي تحت التنفيذ، وثالث مرحلة هي المنطقة من شرق شارع خالد بن الوليد حتى غرب طريق الشيخ جابر الصباح وهي تحت التنفيذ من قِبل شركة الفهد للمقاولات، بينما تشمل المرحلة الرابعة على غرب طريق الأمير تركي بن عبد العزيز الأول حتى طريق الملك خالد وتنفذها شركة المباني مقاولون عامون وهذه المرحلة أيضاً تحت التنفيذ.
مشروع منتزه السلام
افتتح مشروع منتزه السلام من قِبل رئيس هيئة تطوير مدينة الرياض آنذاك الملك سلمان بن عبدالعزيز، تحديداً في الرابع عشر من شهر ذي القعدة عام 1424هـ، ويعد المنتزه من أكبر المنتزهات السياحية في العاصمة.
مشروع مبنى المحكمة الجزائية
يضفي هذا المشروع نقلة نوعية وتكاملية على منطقة قصر الحكم، وهو ضمن البرامج التي وضعتها هيئة تطوير مدينة الرياض، وذلك حتى ينهض بقلب الرياض التاريخي والإداري، حيث يعمل على إعادة تهيئة وتجديد المنشآت التراثية وتطوير مباني الدولة، بالإضافة لتطوير البيئة السكنية ورفع قيمتها الاقتصادية.
مساجد أنشأتها هيئة تطوير الرياض
عملت الهيئة على المحافظة على الضوابط الإسلامية في عمارة المساجد وعلى طراز العمارة التقليدية، حيث أُعيد تطوير وإنشاء العديد من المساجد منها: جامع الإمام تركي بن عبد الله الذي يعرف بـ «الجامع الكبير»، «جامع الشيخ محمد بن إبراهيم آل الشيخ» في منطقة قصر الحكم، «جامع الملك عبد العزيز»، مسجد المدي، جامع الإمام محمد بن سعود، جامع الشيخ محمد بن عبد الوهاب في محافظة الدرعية، الجامع الكبير لإسكان موظفي وزارة الخارجية، جامع حي السفارات الكبير إلى جوار ساحة الكندي المفتوحة، جامع الملك عبد العزيز بمدينة الخرج، جامع الملك عبد العزيز بالخرمة، جامع الأمير تركي بن أحمد السديري بالغاط، وهناك مساجد أخرى تصل لعشرات المساجد داخل الرياض وفي محافظاتها ومناطقها.
مشروع مبنى المركز السعودي لزراعة الأعضاء ومركز الملك سلمان لأمراض الكلى
صممت هيئة تطوير مدينة الرياض مشروع مبنى المركز السعودي لزراعة الأعضاء ومركز الملك سلمان لأمراض الكلى، ويقع على تقاطع طريق النهضة مع شارع عمر بن عبد العزيز بحي الربوة، وقد خصصت له مساحة إجمالية تقدر بنحو (12575) متراً مربعاً.
برنامج التأهيل البيئي لوادي حنيفة
تسعى الهيئة لإعادة تأهيل وتطوير منطقة وادي حنيفة، لجعلها بيئة جاذبة للاستثمارات لما لهذه المنطقة من أهمية للعاصمة حيث تعتبر رئة للرياض نظراً لكونها تمتد من شمالها إلى جنوبها.
برنامج تطوير حي السفارات
شُكلت لجنة تنفيذية عليا برئاسة أمير منطقة الرياض ورئيس هيئة تطوير الرياض، لتنفيذ مشروع إنشاء حي السفارات وذلك بعد صدور قرار مجلس الوزراء الموقر رقم 1650 في 21/ 11/ 1395هـ الذي يقضي بنقل وزارة الخارجية والبعثات الدبلوماسية من مدينهَ جدة إلى مدينة الرياض لتستكمل مهامها في العاصمة.
برنامج تطوير منطقة قصر الحكم
وضعت الهيئة إستراتيجية شاملة لتطوير منطقة قصر الحكم، استناداً على عوامل وحقائق أظهرتها دراسات تفصيلية للمنطقة وتتمثل الخطة في تقليل نزع الملكية إلى الحد الأدنى لإعطاء المجال للقطاع الخاص، التوجه نحو التحسين والتطوير وليس إعادة البناء للمنطقة.
مشروع امتداد طريقي أبي بكر الصديق والعروبة عبر القاعدة الجوية
بتنفيذ مشروع امتداد طريق أبي بكر الصديق جنوباً حتى طريق صلاح الدين الأيوبي بطول 5 كلم تقريباً وطريق العروبة شرقاً حتى التقائه مع شارع عبدالرحمن الغافقي عند الطريق الدائري الشرقي بطول 6 كلم عبر قاعدة الرياض الجوية تسعى الهيئة لخفض عدد عدد الكيلومترات المقطوعة بالمدينة بمقدار 129.000 كيلو متر في اليوم، وخفض عدد الساعات المنقضية على الطرق بأكثر من 58.800 ساعة في اليوم وبالتالي فإن الطريق يخدم 560 ألف سيارة يومياً.
مشروع وادي نمار وادي لبن
يعد من المشاريع المستقبلية لهيئة تطوير مدينة الرياض التي تُعنى بتأهيل وإعادة تهيئة الأودية الرافدة إلى وادي حنيفة، التي تتمتع بقيمة إستراتيجية لمدينة الرياض.
مشروع تطوير طريق الملك فهد
يعد طريق الملك فهد أحد محاور شبكة النقل في مدينة الرياض، حيث أنه أهم الطرق الرئيسية التي تربط شمال وجنوب المدينة بوسطها. ويلعب دوراً في إنجاح جهود الهيئة بالتالي تأهيله يساهم في انتعاش وسط المدينة.

## جوائز نالتها الهيئة

### جوائز حي السفارات
جائزة أغا خان العالمية للعمارة
نال «حي السفارات» جائزة أغا خان العالمية التي تختص بالتصاميم والعمارة الإسلامية حيث أن الحي اختير من بين 240 مشروعاً على مستوى العالم خلال العام 1989.
جائزة منظمة المدن العربية
وتختص هذه الجائزة التي مُنحت لحي السفارات بالعاصمة الرياض بالمشروع المعماري لمنطقة المدن العربية والتي كانت ضمن دورتها الثالثة التي جرى انعقادها بمدينة الرباط في المغرب عام 1990.
جائزة أغا خان العالمية للعمارة لعام
حصلت «ساحة الكندي» بحي السفارات على جائزة أغا خان العالمية للعمارة عام 1410هـ.
جائزة أغا خان العالمية للعمارة
حصل «قصر طويق» بحي السفارات على الجائزة في خريف عام 1419هـ في مدينة غرناطة الإسبانية، نظراً لأنه يمثل معلماً عمرانياً وثقافياً واجتماعياً بارزاً.

### جوائز مركز الملك عبد العزيز التاريخي
جائزة الملك عبد الله الثاني للإبداع
منح مركز الملك عبدالعزيز التاريخي جائزة الملك عبدالله الثاني بن الحسين للإبداع الخاصة بـ«حقل المدينة العربية وقضاياها ومشروعاتها العمرانية وبحوثها» ضمن الدورة الثانية للجائزة لعام 2004م. وذلك بعد تقدمه على 182 مشروعاً من كل من: الأردن، وفلسطين، وسوريا، واليمن، وتونس، والبحرين، ولبنان، وليبيا، والإمارات، والكويت والجزائر، وكان فوزه عن موضوع «دور المدينة العربية في تطوير التراث».
جائزة الأمير سلطان بن سلمان للتراث العمراني لعام
كانت الجائزة من نصيب مركز الملك عبدالعزيز التاريخي، في دورتها الأولى لعام 1427هـ، ومنحت له نظير لإنشائه في منطقة تاريخية كانت محوراً لتطور مدينة الرياض وأساساً للدولة السعودية المعاصرة، حيث أنه أهتم بتصوير رسالة المملكة بوصفها مهبط الوحي ومنطلق الإسلام.
جائزة مؤسسة الجائزة العالمية للمجتمعات الحيوية لعام
حصل مركز الملك عبدالعزيز التاريخيعلى المركز الأول والجائزة الذهبية في جانب المشاريع العمرانية، بجائزة مؤسسة الجائزة العالمية للمجتمعات الحيوية في لندن في بريطانيا لعام 1427 هـ (2007م)، مقابل محافظتة عل ى التراث واهتمام الهيئة بدور المجمتع في المحافظة على التراث المبني والطبيعي.
جائزة منظمة العواصم والمدن الإسلامية لعام
حاز مشروع مسجد المدي بمركز الملك عبدالعزيز التاريخي على الجائزة الأولى لمنظمة العواصم والمدن الإسلامية وذلك ضمن دورتها السابعة المنعقدة في العاصمة التركية أنقرة خلال الفترة من 3 إلى 5 من جمادى الثاني 1428هـ لما قدمته من مشروعات وخدمات بلدية.
جائزة الأمير سلطان بن سلمان للتراث العمراني لعام
ساهم توظيف التراث العمراني في منح مسجد المدي جائزة مشروع التراث العمراني في عام 2010م.

### جوائز وادي حنيفة
جائزة مركز المياه بواشنطن لعام
مُنحت جائزة مركز المياه بواشنطن في الولايات المتحدة الأمريكية، للمخطط الشامل لتطوير وادي حنيفة، وحاز على إعجاب الخبراء والمختصين في العديد من دول العالم، مما جعله يحصل على أفضل خطة لتطوير مصادر المياه على مستوى العالم في 2003م، من بين 75 مشروعاً قُدمن من قِبل 21 دولة، وانعقد المؤتمر السنوي لمركز المياه في مونتريال بكندا حينها.
جائزة مؤسسة الجائزة العالمية للمجتمعات الحيوية لعام
كان برنامج التأهيل البيئي لـوادي حنيفة قد نال المركز الثاني والجائزة الذهبية في جانب المشاريع البيئي في جائزة مؤسسة الجائزة العالمية للمجتمعات الحيوية في لندن ببريطانيا للعام 2007م. 
جائزة أغا خان العالمية لعام
المشروع التأهيل البيئي لوادي حنيفة حصل على جائزة أغا خان العالمية للعمارة، ضمن الاحتفال الرسمي الذي أُقيم برعاية الشيخ حمد بن خليفة آل ثاني أمير دولة قطر، وكان الاحتفال منعقد في متحف الفن الإسلامي بالعاصمة القطرية الدوحة، حيث أن المشروع كان ضمن خمسة مشاريع حول العالم، اختيرت من قبل هيئة مستقلة للمحكمين لدورة الجائزة في يوم الأربعاء تحديداً 18 ذو الحجة 1431هـ.

### جوائز منطقة قصر الحكم
جائزة أغا خان العالمية للعمارة لعام
حصل مشروع جامع الإمام تركي بن عبدالله الذي أعيد تطويره من قِبل هيئة تطوير مدينة الرياض ضمن برنامجها لتطوير منطقة قصر الحكم بـجائزة «أغا خان» لعام 1415هـ خلال انعقاد لجنة الجائزة في مدينة سولو بإندونيسيا.